# Atahualpa (canton)
Atahualpa est un canton d'Équateur situé dans la province d'El Oro.